# Eishockey-Europameisterschaft der U18-Junioren 1994
Die 27. Eishockey-Europameisterschaft der U18-Junioren fand vom 17. bis 24. April 1994 in Jyväskylä in Finnland statt. Die Spiele der B-Gruppe wurden vom 28. März bis 3. April 1994 in Székesfehérvár in Ungarn ausgetragen. Austragungsort der C-Gruppe war vom 28. März bis 4. April 1994 Bled in Slowenien.

## A-Gruppe

### Vorrunde
Gruppe 1
| Spiele      | SWE  | FIN | SUI | NOR  | Tore  | Pkt. |
| ----------- | ---- | --- | --- | ---- | ----- | ---- |
| 1. Schweden |      | 6:3 | 6:2 | 15:0 | 27:05 | 6:0  |
| 2. Finnland | 3:6  |     | 8:2 | 5:1  | 16:09 | 4:2  |
| 3. Schweiz  | 2:6  | 2:8 |     | 3:3  | 07:17 | 1:5  |
| 4. Norwegen | 0:15 | 1:5 | 3:3 |      | 04:23 | 1:5  |

Gruppe 2
| Spiele         | CZE  | RUS | GER  | POL  | Tore  | Pkt. |
| -------------- | ---- | --- | ---- | ---- | ----- | ---- |
| 1. Tschechien  |      | 3:3 | 7:2  | 13:0 | 23:05 | 5:1  |
| 2. Russland    | 3:3  |     | 8:4  | 8:2  | 19:09 | 5:1  |
| 3. Deutschland | 2:7  | 4:8 |      | 13:2 | 19:17 | 2:4  |
| 4. Polen       | 0:13 | 2:8 | 2:13 |      | 04:34 | 0:6  |

### Endrunde
Für die beiden Gruppen der Endrunde wurden die untereinander erzielten Ergebnisse aus der Vorrunde übernommen. Diese Resultate sind hier in Klammern dargestellt.
Meisterrunde
| Spiele        | SWE   | RUS   | CZE   | FIN   | Tore  | Pkt. |
| ------------- | ----- | ----- | ----- | ----- | ----- | ---- |
| 1. Schweden   |       | 4:4   | 5:2   | (6:3) | 15:09 | 5:1  |
| 2. Russland   | 4:4   |       | (3:3) | 4:2   | 11:09 | 4:2  |
| 3. Tschechien | 2:5   | (3:3) |       | 6:1   | 11:09 | 3:3  |
| 4. Finnland   | (3:6) | 2:4   | 1:6   |       | 06:16 | 0:6  |

Platzierungsrunde
| Spiele         | SUI   | GER    | NOR   | POL    | Tore  | Pkt. |
| -------------- | ----- | ------ | ----- | ------ | ----- | ---- |
| 1. Schweiz     |       | 7:2    | (3:3) | 6:1    | 16:06 | 5:1  |
| 2. Deutschland | 2:7   |        | 5:3   | (13:2) | 20:12 | 4:2  |
| 3. Norwegen    | (3:3) | 3:5    |       | 5:5    | 11:13 | 2:4  |
| 4. Polen       | 1:6   | (2:13) | 5:5   |        | 08:24 | 1:5  |

### Europameistermannschaft: Schweden
| U18-Europameister Schweden | Mikael Johansson, Henrik Smangs – Mattias Öhlund, Daniel Tjärnqvist, David Petrasek, Stefan Björk, Johan Finnström, Magnus Karlsson, Kim Johnsson, Tobias Björklund – Johan Davidsson, Daniel Olsson, Markus Eriksson, Patrik Boij, Kristofer Ottosson, Anders Burström, Daniel Karlsson, Stefan Öhman, Fredrik Möller, Peter Nylander, Peter Högardh, Nils Ekman |

### Auszeichnungen
| Auszeichnung       | Spieler         | Team       |
| ------------------ | --------------- | ---------- |
| Top-Scorer         | Dmitri Klewakin | Russland   |
| Bester Torhüter    | Tomáš Vokoun    | Tschechien |
| Bester Verteidiger | Mattias Öhlund  | Schweden   |
| Bester Stürmer     | Johan Davidsson | Schweden   |

All-Star-Team
| Angriff:      | Patrik Eliáš – Johan Davidsson – Dmitri Klewakin |
| Verteidigung: | Mattias Öhlund – Oleg Twerdowski                 |
| Tor:          | Tomáš Vokoun                                     |

## B-Gruppe

### Vorrunde
Gruppe 1
| Spiele        | AUT | BLR | ITA | ROM | Tore  | Pkt. |
| ------------- | --- | --- | --- | --- | ----- | ---- |
| 1. Österreich |     | 7:4 | 6:2 | 5:2 | 18:08 | 6:0  |
| 2. Belarus    | 4:7 |     | 2:2 | 9:1 | 15:10 | 3:3  |
| 3. Italien    | 2:6 | 2:2 |     | 3:0 | 07:08 | 3:3  |
| 4. Rumänien   | 2:5 | 1:9 | 0:3 |     | 03:17 | 0:6  |

Gruppe 2
| Spiele        | HUN  | DEN  | FRA | ESP  | Tore  | Pkt. |
| ------------- | ---- | ---- | --- | ---- | ----- | ---- |
| 1. Ungarn     |      | 3:2  | 6:3 | 16:0 | 25:05 | 6:0  |
| 2. Dänemark   | 2:3  |      | 7:5 | 11:1 | 20:09 | 4:2  |
| 3. Frankreich | 3:6  | 5:7  |     | 7:4  | 15:17 | 2:4  |
| 4. Spanien    | 0:16 | 1:11 | 4:7 |      | 05:34 | 0:6  |

### Endrunde
Für die beiden Gruppen der Endrunde wurden die untereinander erzielten Ergebnisse aus der Vorrunde übernommen. Diese Resultate sind hier in Klammern dargestellt.
Aufstiegsrunde
| Spiele        | BLR   | HUN   | DEN   | AUT   | Tore  | Pkt. |
| ------------- | ----- | ----- | ----- | ----- | ----- | ---- |
| 1. Belarus    |       | 5:3   | 7:5   | (4:7) | 16:15 | 4:2  |
| 2. Ungarn     | 3:5   |       | (3:2) | 7:2   | 13:09 | 4:2  |
| 3. Dänemark   | 5:7   | (2:3) |       | 6:1   | 13:11 | 2:4  |
| 4. Österreich | (7:4) | 2:7   | 1:6   |       | 10:17 | 2:4  |

Abstiegsrunde
| Spiele        | ITA   | ROM   | FRA   | ESP   | Tore  | Pkt. |
| ------------- | ----- | ----- | ----- | ----- | ----- | ---- |
| 1. Italien    |       | (3:0) | 4:1   | 6:0   | 13:01 | 6:0  |
| 2. Rumänien   | (0:3) |       | 3:3   | 7:2   | 10:08 | 3:3  |
| 3. Frankreich | 1:4   | 3:3   |       | (7:4) | 11:11 | 3:3  |
| 4. Spanien    | 0:6   | 2:7   | (4:7) |       | 06:20 | 0:6  |

### Auszeichnungen
| Auszeichnung | Spieler        | Team   |
| ------------ | -------------- | ------ |
| Top-Scorer   | Csaba Simon    | Ungarn |
| Top-Scorer   | Balázs Ladányi | Ungarn |

## C-Gruppe

### Vorrunde
Gruppe 1
| Spiele            | LAT  | UKR  | GBR  | KRO  | BUL  | Tore  | Pkt. |
| ----------------- | ---- | ---- | ---- | ---- | ---- | ----- | ---- |
| 1. Lettland       |      | 6:5  | 15:0 | 15:1 | 38:0 | 74:06 | 8:0  |
| 2. Ukraine        | 5:6  |      | 22:2 | 16:0 | 20:0 | 63:08 | 6:2  |
| 3. Großbritannien | 0:15 | 2:22 |      | 3:2  | 15:1 | 20:40 | 4:4  |
| 4. Kroatien       | 1:15 | 0:16 | 2:3  |      | 13:1 | 16:35 | 2:6  |
| 5. Bulgarien      | 0:38 | 0:20 | 1:15 | 1:13 |      | 02:86 | 0:8  |

Gruppe 2
| Spiele         | SVK  | SLO  | EST  | LTU  | NED  | Tore  | Pkt. |
| -------------- | ---- | ---- | ---- | ---- | ---- | ----- | ---- |
| 1. Slowakei    |      | 11:1 | 34:0 | 24:3 | 29:4 | 98:08 | 8:0  |
| 2. Slowenien   | 1:11 |      | 11:0 | 10:1 | 13:1 | 35:13 | 6:2  |
| 3. Estland     | 0:34 | 0:11 |      | 5:2  | 7:2  | 12:49 | 4:4  |
| 4. Litauen     | 3:24 | 1:10 | 2:5  |      | 8:2  | 14:41 | 2:6  |
| 5. Niederlande | 4:29 | 1:13 | 2:7  | 2:8  |      | 09:57 | 0:8  |

### Endrunde
Für die beiden Gruppen der Endrunde wurden die untereinander erzielten Ergebnisse aus der Vorrunde übernommen. Diese Resultate sind hier in Klammern dargestellt.
Aufstiegsrunde
| Spiele       | SVK    | LAT   | SLO    | UKR   | Tore  | Pkt. |
| ------------ | ------ | ----- | ------ | ----- | ----- | ---- |
| 1. Slowakei  |        | 9:4   | (11:1) | 4:2   | 24:07 | 6:0  |
| 2. Lettland  | 4:9    |       | 7:0    | (6:5) | 17:14 | 4:2  |
| 3. Slowenien | (1:11) | 0:7   |        | 4:2   | 05:20 | 2:4  |
| 4. Ukraine   | 2:4    | (5:6) | 2:4    |       | 09:14 | 0:6  |

Platzierungsrunde
| Spiele            | EST   | GBR   | LTU   | KRO   | Tore  | Pkt. |
| ----------------- | ----- | ----- | ----- | ----- | ----- | ---- |
| 1. Estland        |       | 11:4  | (5:2) | 4:3   | 20:09 | 6:0  |
| 2. Großbritannien | 4:11  |       | 5:4   | (3:2) | 12:17 | 4:2  |
| 3. Litauen        | (2:5) | 4:5   |       | 7:4   | 13:14 | 2:4  |
| 4. Kroatien       | 3:4   | (2:3) | 4:7   |       | 09:14 | 0:6  |

Spiel um Platz 9
| Niederlande | 6:2 (2:0, 2:1, 2:1) | Bulgarien |  |

### Auszeichnungen
| Auszeichnung       | Spieler             | Team      |
| ------------------ | ------------------- | --------- |
| Top-Scorer         | Miroslav Pažák      | Slowakei  |
| Bester Torhüter    | Žiga Ivanič         | Slowenien |
| Bester Verteidiger | Daniel Sacha        | Slowakei  |
| Bester Stürmer     | Aleksandrs Ņiživijs | Lettland  |